# Vĩnh Hòa, Phú Giáo
Vĩnh Hòa là một xã thuộc huyện Phú Giáo, tỉnh Bình Dương, Việt Nam.

## Địa lý
Xã Vĩnh Hòa có diện tích 43,81 km², dân số năm 2021 là 15.129 người, mật độ dân số đạt 345 người/km².

## Hành chính
Xã Vĩnh Hòa được chia thành 6 ấp: Bưng Riềng, Kỉnh Nhượng, Lễ Trang, Trảng Sắn, Vĩnh An, Vĩnh Tiến.

## Lịch sử
Ngày 1 tháng 8 năm 1994, Chính phủ ban hành Nghị định 74-CP về việc chia xã Phước Vĩnh thành thị trấn Phước Vĩnh và xã Vĩnh Hòa.
Ngày 6 tháng 11 năm 1996, Quốc hội ban hành Nghị quyết chia tỉnh Sông Bé thành tỉnh Bình Dương và tỉnh Bình Phước và chuyển xã Vĩnh Hòa thuộc huyện Đồng Phú, tỉnh Bình Phước về huyện Tân Uyên, tỉnh Bình Dương quản lý.
Ngày 23 tháng 7 năm 1999, Chính phủ ban hành Nghị định 58/1999/NĐ-CP về việc chuyển xã Vĩnh Hòa thuộc huyện Tân Uyên về trực thuộc huyện Phú Giáo mới tái lập quản lý.
Ngày 10 tháng 12 năm 2003, Chính phủ ban hành Nghị định 156/2003/NĐ-CP về việc thành lập xã Tam Lập trên cơ sở 12.057 ha diện tích tự nhiên và 2.119 nhân khẩu của xã Vĩnh Hoà.
Sau khi điều chỉnh địa giới hành chính thành lập xã Tam Lập, xã Vĩnh Hoà còn lại 4.275 ha diện tích tự nhiên và 8.749 nhân khẩu.